# Liste der denkmalgeschützten Objekte in Krieglach
Die Liste der denkmalgeschützten Objekte in Krieglach enthält die 14 denkmalgeschützten, unbeweglichen Objekte der Gemeinde Krieglach im steirischen Bezirk Bruck-Mürzzuschlag.

## Denkmäler
| Foto |                 | Denkmal                                                                                                | Standort                                 | Beschreibung | Metadaten |
| ---- | --------------- | --- | ---------------------------------------- | --- | --- |
| ja   | Datei hochladen | Museum/Ausstellungsbau, Schule, Waldschule HERIS-ID: 13665 Objekt-ID: 9873                             | Alpl 2 Standort KG: Alpl                 | Durch Aufruf zu einer Spendenaktion gelang es dem Heimatdichter und Schriftsteller Peter Rosegger im Jahre 1902 die Waldschule am Alpl zu erbauen, um so die Landflucht zu bremsen. Nach der Schließung der Schule wegen Schülermangels 1975 wurde das Haus von Grund auf renoviert und 1982 zum Museum umgestaltet. Schulzimmer und Roseggerzimmer sind im Original erhalten. Die Waldschule beherbergt heute auch das Österreichische Wandermuseum. | BDA-Hist.: Q26696087 Status: § 2a Stand der BDA-Liste: 2025-06-30 Name: Museum/Ausstellungsbau, Schule, Waldschule GstNr.: .2 Waldschule Alpl                                          |
| ja   | Datei hochladen | Museum/Ausstellungsbau, Bauernhof (Anlage), Vorderer „Kluppeneggerhof“ HERIS-ID: 13664 Objekt-ID: 9872 | Alpl 14 Standort KG: Alpl                | Der Dreiseithof mit Stallgebäude wurde im 18. Jahrhundert errichtete und in den 1920ern restauriert. Er ist der Geburtsort von Peter Rosegger und wird als Museum betrieben. | BDA-Hist.: Q38183257 Status: § 2a Stand der BDA-Liste: 2025-06-30 Name: Museum/Ausstellungsbau, Bauernhof (Anlage), Vorderer „Kluppeneggerhof“ GstNr.: .53, 279, 271/1 Kluppeneggerhof |
| ja   | Datei hochladen | Ehem. Mühle des Kluppeneggerhofes HERIS-ID: 13666 Objekt-ID: 9874                                      | Alpl 15 Standort KG: Alpl                | Das hölzerne Gebäude nahe dem Freßnitzbach beherbergt heute die „Einsatzstelle Krieglach“ der Steiermärkischen Berg- und Naturwacht. | BDA-Hist.: Q38183386 Status: § 2a Stand der BDA-Liste: 2025-06-30 Name: Ehem. Mühle des Kluppeneggerhofes GstNr.: .49/1                                                                |
| ja   | Datei hochladen | Gölk-Kapelle (Schmerzhafte Mutter am Gölkberg), (Messkapelle) HERIS-ID: 13646 Objekt-ID: 9854          | Gölkweg 1 Standort KG: Krieglach         | Der als Pilger und Grabkapelle dienende, neoromanische Sakralbau auf dem Gölkberg ist der Muttergottes geweiht und wurde zwischen 1805 und 1806 in Stein errichtet. 1835 wurde er durch einen kleinen Anbau und einen Glockenturm aus Holz erweitert. Seine heutige Erscheinungsform ist im Wesentlichen das Ergebnis der Umbauten von 1870 bis 1881. Das im Grundriss kreuzförmige Gebäude wird im Westen und Osten durch je eine Apsis abgeschlossen. Die östliche Apsis beherbergt das Oratorium, die westliche die Sakristei. Der Glockenturm steht im Norden über dem – in Form eines romanischen Tympanons – gestalteten Eingangsportal. Im Süden (hangseitig) befindet sich der Chor bzw. das Presbyterium mit einer außenliegenden Stiege aus Marmor die zur Familiengruft hinunter führt. Letztere ist von einem kunstvoll gearbeiteten, schmiedeeisernen Gitter umgeben. Innenraum und Chor sind von Kreuzgewölbevierungen, abgeteilt durch Gurte und Rundbögen, überdeckt. Der Chor ist außerdem durch ein versperrbares Eisengitter vom Langhaus getrennt. Der neoromanische Altar wurde 1871 vom Grazer Holzschnitzmeister Jakob Gschiel geschaffen. Die acht handbemalten Glasfenster stammen aus der Werkstätte des Innsbrucker Meisters A. Neuhauser. | BDA-Hist.: Q17322048 Status: § 2a Stand der BDA-Liste: 2025-06-30 Name: Gölk-Kapelle (Schmerzhafte Mutter am Gölkberg), (Messkapelle) GstNr.: 519/1 Mater Dolorosa Chapel (Gölkberg)   |
| ja   | Datei hochladen | Gasthaus Alte Post HERIS-ID: 13647 Objekt-ID: 9855                                                     | Grazer Straße 27 Standort KG: Krieglach  | Der Gasthof zur Alten Post stammt im Kern aus dem 16. Jahrhundert, die Fassade vom Ende des 18. Jahrhunderts. | BDA-Hist.: Q38183032 Status: Bescheid Stand der BDA-Liste: 2025-06-30 Name: Gasthaus Alte Post GstNr.: .99/2                                                                           |
| ja   | Datei hochladen | Pfarrhof HERIS-ID: 13635 Objekt-ID: 9842                                                               | Roseggerstraße 5 Standort KG: Krieglach  | Der stattliche zweigeschoßige Bau wurde 1790 im Plattenstil errichtet, die Türe zeigt Zopfornamente. 1972 restauriert. | BDA-Hist.: Q38182578 Status: § 2a Stand der BDA-Liste: 2025-06-30 Name: Pfarrhof GstNr.: .39                                                                                           |
| ja   | Datei hochladen | Wohnhaus HERIS-ID: 13650 Objekt-ID: 9858                                                               | Roseggerstraße 34 Standort KG: Krieglach | Das Haus stammt aus dem Jahr 1931 von Rudolf Hofer. | BDA-Hist.: Q38183093 Status: § 2a Stand der BDA-Liste: 2025-06-30 Name: Wohnhaus GstNr.: .214                                                                                          |
| ja   | Datei hochladen | Wohn- und Sterbehaus Peter Roseggers HERIS-ID: 13640 Objekt-ID: 9847                                   | Roseggerstraße 44 Standort KG: Krieglach | Nach eigenen Entwürfen Roseggers im Jahre 1877 erbaut. Nach dem Ableben seiner zweiten Ehefrau, 1932, die seine persönlichen Räume unangetastet belassen hatte, ging das Haus 1943 in den Besitz des Landes Steiermark über und wurde zu einer Gedenkstätte ausgebaut. Das Erdgeschoß ist im Stil einer altsteirischen Bauernstube gestaltet. Sterbe- und Arbeitsraum sind im ursprünglichen Zustand erhalten und befinden sich im 1. Stock des Hauses. | BDA-Hist.: Q38182767 Status: Bescheid Stand der BDA-Liste: 2025-06-30 Name: Wohn- und Sterbehaus Peter Roseggers GstNr.: .171 Wohn- und Sterbehaus Peter Roseggers                     |
| ja   | Datei hochladen | Studierhäusl Peter Roseggers, sog. Almhütte HERIS-ID: 13641 Objekt-ID: 9848                            | Roseggerstraße 46 Standort KG: Krieglach | 1896 im Auftrag Roseggers in Holzbauweise direkt neben seinem Wohnhaus erbaut. Es diente als Arbeitsstätte und Gästehaus. Nach Roseggers Tod ging es in den Besitz seines Sohnes Hans-Ludwig über. 1966 vom Land Steiermark erworben, das es anschließend dem Roseggerbund «Waldheimat» zur Verfügung stellte, um darin ein Heimatmuseum einzurichten. | BDA-Hist.: Q38182814 Status: Bescheid Stand der BDA-Liste: 2025-06-30 Name: Studierhäusl Peter Roseggers, sog. Almhütte GstNr.: .171                                                   |
| ja   | Datei hochladen | Flur-/Wegkapelle, „Sandbichl-Kapelle“ HERIS-ID: 13645 Objekt-ID: 9853                                  | Standort KG: Krieglach                   | | BDA-Hist.: Q38182979 Status: § 2a Stand der BDA-Liste: 2025-06-30 Name: Flur-/Wegkapelle, „Sandbichl-Kapelle“ GstNr.: 833                                                              |
| ja   | Datei hochladen | Kath. Pfarrkirche hl. Jakobus der Ältere HERIS-ID: 13633 Objekt-ID: 9840                               | Standort KG: Krieglach                   | Die stattliche Pfarrkirche stammt im Kern aus dem späten 14. Jahrhundert und wurde in der Spätgotik sowie der Barockzeit umgestaltet. Chor, Langhaus und der dreigeschoßige Westturm zeigen bis heute ein vorwiegend spätgotisches Bild. Der Hochaltar und mehrere Seitenaltäre stammen aus der 2. Hälfte des 18. Jahrhunderts und sind vom Rokokostil geprägt. | BDA-Hist.: Q38182541 Status: § 2a Stand der BDA-Liste: 2025-06-30 Name: Kath. Pfarrkirche, Hl. Jakobus d. Ä. GstNr.: .50 Saint James the Greater Church (Krieglach)                    |
| ja   | Datei hochladen | Initienkapellen HERIS-ID: 13634 Objekt-ID: 9841                                                        | Standort KG: Krieglach                   | Um die Pfarrkirche befinden sich 4 gemauerte Initienkapellen. | BDA-Hist.: Q38182553 Status: § 2a Stand der BDA-Liste: 2025-06-30 Name: Initienkapellen GstNr.: .50 Saint James the Greater Church (Krieglach)                                         |
| ja   | Datei hochladen | Ehem. Seßler'sches Forsthaus HERIS-ID: 13349 Objekt-ID: 9526                                           | Alter Sommer 2 Standort KG: Sommer       | | BDA-Hist.: Q38175858 Status: Bescheid Stand der BDA-Liste: 2025-06-30 Name: Ehem. Seßler'sches Forsthaus GstNr.: .72/2                                                                 |
| ja   | Datei hochladen | Arbeiterwohnhaus HERIS-ID: 13656 Objekt-ID: 9864                                                       | Rittisstraße 3b Standort KG: Sommer      | Es handelt sich um eines der ältesten Arbeiterwohnhäuser in der Steiermark. Es stammt aus der Zeit vor 1850 und geht noch auf Josef Seßler zurück. Anmerkung: Gebäude wurde in den Jahren 2013 und 2014 generalsaniert. | BDA-Hist.: Q38183151 Status: Bescheid Stand der BDA-Liste: 2025-06-30 Name: Arbeiterwohnhaus GstNr.: 839/5                                                                             |